# Campeonato Mundial de Rugby M19 División B de 1996
El Campeonato Mundial de Rugby M19 División B de 1996 se disputó en Italia y fue la decimoséptima edición del torneo en categoría M19.

## Posiciones

### Cuartos de final
- Los perdedores avanzan a la semifinal del 5° al 8° puesto

| 2 de abril | Portugal | 44 - 3 | Alemania |  |  |

| 2 de abril | República Checa | 26 - 0 | Paraguay |  |  |

| 2 de abril | Polonia | 13 - 11 | Georgia |  |  |

| 2 de abril | Túnez | 6 - 3 | Marruecos |  |  |

### Semifinal 5° al 8° puesto
| 4 de abril | Marruecos | 15 - 8 | Georgia |  |  |

| 4 de abril | Alemania | 10 - 9 | Paraguay |  |  |

### Semifinales Campeonato
| 4 de abril | Portugal | 13 - 7 | República Checa |  |  |

| 4 de abril | Polonia | 23 - 6 | Túnez |  |  |

### Séptimo puesto
| 6 de abril | Paraguay | 16 - 9 | Georgia |  |  |

### Quinto puesto
| 6 de abril | Marruecos | 17 - 5 | Alemania |  |  |

### Tercer puesto
| 6 de abril | República Checa | 14 - 8 | Túnez |  |  |

### Final
| 6 de abril | Portugal | 34 - 12 | Polonia |  |  |

| Bandera de Portugal |
| Campeón Portugal    |
| Tercer título       |